# Giovanni Francesco Fortunio
Giovanni Francesco Fortunio (Zara o Pordenone, 1470 circa – Fano, gennaio 1517) è stato un letterato, grammatico, giureconsulto e umanista italiano.
Viene ricordato principalmente per avere dato vita nel 1516 alla prima grammatica del volgare con caratteri mobili, cioè stampata, dal titolo Regole grammaticali della volgar lingua.

## Biografia
Nato nel 1470 circa, il suo luogo di origine è incerto; nei documenti triestini è riportata l'indicazione de Portunaone (Pordenone), mentre in quelli redatti ad Ancona la provenienza è segnalata come de Hyadria (Zara) in Dalmazia.
Si ritiene che la sua grammatica fu compilata nel periodo in cui si trovava a Trieste. La prima edizione dell'opera fu stampata ad Ancona nel 1516 presso la tipografia di Bernardino Guerralda detto "Il Vercellese".
L'opera ebbe una grande fortuna. L'opera in due libri, ma che nell'intenzione dell'autore avrebbe dovuto essere in cinque, è un'analisi morfologica ed ortografica della lingua volgare toscana basata sulle opere trecentesche di Dante Alighieri, Francesco Petrarca e Giovanni Boccaccio. Celebre la sua Regola delle tre consonanti: devono essere evitate tre consonanti di fila.
Rivestì rilevanti cariche della politica italiana; a Trieste fu vicario tra il 1497 e il 1498 e in seguito podestà ad Ancona dove nel gennaio del 1517, l'anno successivo alla pubblicazione delle Regole grammaticali della volgar lingua, Fortunio precipitò dalla finestra del palazzo pretorio, spinto da qualcuno o più probabilmente suicidandosi.